# Tắc Hạ học cung
Tắc Hạ học cung (tiếng Trung: 稷下學宮) là một học viện nghiên cứu học thuật trong thời Chiến Quốc, cũng là trường đại học quốc lập đầu tiên tại Trung Quốc, nằm tại Doanh Khâu, thủ đô nước Tề (Lâm Truy, Truy Bác, Sơn Đông ngày nay). Tên gọi Tắc Hạ của học viện được lấy theo cửa thành phía tây của thành thị, cũng là nơi học viện ở gần, cửa Tắc, mà tên của cửa này được lấy theo tên của vị thần thu hoạch Hậu Tắc.
Vào thời Tề Tuyên vương trị vì, ông cho mở rộng học viện, thu nhận thiên hạ danh sĩ, Nho gia, Đạo gia, Pháp gia, Danh gia, Binh gia, Nông gia, Âm Dương gia, v.v. tụ hội về đây, tự do dạy học, biện luận. Học viện được tổ chức theo hình thức công – tư, quốc gia chủ tri, tư nhân chủ trì, không câu nệ bè phái học thuật, khuynh hướng chính trị hay quốc tịch, tuổi tác.

## Thành lập
Dựa theo các đoạn sử ký ghi lại trong Sử ký Tư Mã Thiên, người thành lập học viện thường được cho là Điền Tề Tuyên vương và vào khoảng năm 318 TCN. Tuy nhiên, Từ Càn đã ghi công thành lập học viện cho ông nội của Điền Tề Tuyên vương là Điền Tề Hoàn công, và các đoạn lịch sử được Tư Mã Thiên ghi lại phù hợp với việc Điền Tề Tuyên vương đã khôi phục lại học viện – thay vì thành lập nó. Mặc dù học viện đã được đánh giá là "lần đầu tiên trong lịch sử, một nhà nước đóng vai trò là người bảo trợ cho học viện trong niềm tin rõ ràng đây là chức năng đúng đắn của nhà nước", vẫn có những người khác cho rằng học thuyết chính trị của Hoàng Lão Đạo và uy tín được dự án tạo ra chỉ đơn thuần là để củng cố tính hợp pháp của gia tộc họ Điền sau khi Điền Tề Thái công lật đổ triều đại của họ Khương và lưu đày gia tộc này.

## Tầm quan trọng
Các học giả – bao gồm những người nổi tiếng nhất đương thời – đã không quản ngại đường xa để đến học viện này: các nhà triết học Đạo gia Điền Biền, Thận Đáo, Bành Mạnh, và có thể cả Trang Tử; Trâu Diễn, người sáng lập trường phái Âm Dương gia; nhà triết học Mặc gia Tống Hình; và các nhà triết học Nho gia Mạnh Tử, Tuân Tử và Thuần Vu Khôn. Sử ký Tư Mã Thiên miêu tả thịnh cảnh lúc đó: "Tuyên vương yêu thích văn học nhân sĩ, các học giả như Trâu Diễn, Thuần Vu Khôn, Điền Biền, Tiếp Dư, Thận Đáo, Hoàn Uyên tổng cộng 76 người, đều phong làm Thượng đại phu, không cho dị nghị. Lúc này học sĩ Tắc Hạ phục thịnh, nhiều tới mấy trăm, ngàn người..."
Những cảnh nổi tiếng trong Mạnh Tử đối đáp với Điền Tề Tuyên vương diễn ra vào thời điểm nhà triết học ở học viện. Tắc Hạ học cung cũng là trung tâm ban đầu của Hoàng Lão Đạo và được tham gia vào biên soạn Nội nghiệp trong Quản Tử, đây là văn bản cổ nhất từng được phát hiện liên quan tới "luyện khí" và thiền định. Một số người lập luận rằng đây có thể chính là nơi biên tập, tạo ra phiên bản Đạo đức kinh hiện tại.
Học viện nổi tiếng không chỉ bởi việc cung cấp nơi ở và tiền lương, mà còn là danh dự được Điền Tề Tuyên vương ban tặng: trưởng học viện được giữ danh hiệu "Thượng đại phu" và các nhà lãnh đạo khác của học viện được gọi là "Tiên sinh"; vinh dự của những danh hiệu này tương tự như các chức quan Thượng đại phu của triều đình chứ không phải như sĩ phu bình thường, đồng thời họ cũng được miễn sưu dịch.

## Di sản
Tắc Hạ học cung phát triển mạnh cho đến thời Điền Tề Mẫn vương. Vào năm 284 TCN, học viện bị nước Yên trục xuất khỏi Doanh Khâu. Tuy nhiên, Tư Mã Thiên tin tưởng vào ảnh hưởng tích cực của học viện bằng việc nêu ví dụ về việc thành lập của các học viện khác, đặc biệt là của Chiến Quốc tứ công tử: Mạnh Thường quân tại Tề; Bình Nguyên quân tại Triệu; Xuân Thân quân tại Sở; Tín Lăng quân tại Ngụy. Tại nước Tần, tể tướng Lã Bất Vi đã hỗ trợ hàng ngàn học giả trong khoảng thời gian từ 250 đến 238 TCN.